# Thierry Jacob
Thierry Jacob (* 8. März 1965 in Calais, Frankreich; † 20. Dezember 2024) war ein französischer Boxer. Von März bis Juni 1992 war er WBC-Weltmeister im Superbantamgewicht. 

## Amateurkarriere
Sein größter Erfolg als Amateur war der Gewinn der Silbermedaille im Fliegengewicht bei den Junioren-Weltmeisterschaften 1982 in Santo Domingo.
Als Erwachsener wurde er 1983 und 1984 Französischer Meister im Fliegengewicht sowie 1985 Französischer Meister im Bantamgewicht. Für die Olympischen Spiele 1984 nominierte der französische Boxverband in seiner Gewichtsklasse jedoch Louis Gomis.

## Profikarriere
Thierry Jacob bestritt sein Profidebüt im Oktober 1984 und gewann 21 Kämpfe in Folge, davon 14 vorzeitig. Am 4. Juli 1987 unterlag er beim Kampf um die IBF-Weltmeisterschaft im Bantamgewicht gegen Kelvin Seabrooks. Jacob erzielte in der ersten Runde zwei Niederschläge, nachdem er zuvor selbst einen Niederschlag erlitten hatte. Im weiteren Kampfverlauf gewann Seabrooks die Oberhand und siegte durch Aufgabe seines Gegners am Ende der neunten Runde.
Nach zwei Aufbausiegen verlor er dann im Januar 1988 auch beim Kampf um die EBU-Europameisterschaft im Bantamgewicht durch KO in der neunten Runde gegen Fabrice Bénichou. Nach drei weiteren Siegen verlor er am 11. November 1988 beim Kampf um den IBF-Titel im Superbantamgewicht durch TKO in der sechsten Runde gegen José Sanabria.
Durch sieben Siege in Folge erhielt er am 30. September 1990 eine erneute Titelchance um die EBU-Europameisterschaft im Bantamgewicht und siegte einstimmig gegen Duke McKenzie. 1991 gewann er Titelverteidigungen gegen Vincenzo Belcastro und Antonio Picardi.
Sein größter Erfolg gelang ihm am 20. März 1992 in Calais, als er den späteren Hall of Famer Daniel Zaragoza einstimmig nach Punkten besiegte und dadurch dessen WBC-Titel im Superbantamgewicht gewann. Er verlor den Gürtel in der ersten Verteidigung am 23. Juni 1992 durch TKO in der zweiten Runde an Tracy Patterson.
Im Dezember 1992 und erneut im Juni 1993 boxte er noch jeweils um den WBA-Weltmeistertitel im Superbantamgewicht, unterlag jedoch beide Male vorzeitig gegen Wilfredo Vázquez. Seinen letzten Kampf bestritt er im Mai 1994.

## Familie
Sein Vater Jacques Jacob, sowie seine Brüder Stephane Jacob, Herve Jacob und Bruno Jacob waren ebenfalls Profiboxer. Sein Sohn Romain Jacob wurde ebenfalls Boxer und gewann 2014 den EBU-Europameistertitel im Superfedergewicht.
| Vorgänger       | Amt                                                                      | Nachfolger      |
| --------------- | ------------------------------------------------------------------------ | --------------- |
| Daniel Zaragoza | Boxweltmeister im Superbantamgewicht (WBC) 20. März 1992 – 23. Juni 1992 | Tracy Patterson |